# ᶸ
ᶸ, appelé petite capitale u en exposant, petite capitale u supérieur ou lettre modificative petite capitale u, est un symbole phonétique utilisé dans la transcription de diphtongues. Elle est composée d’une petite capitale u ‹ ᴜ › mise en exposant. Elle n’est pas à confondre avec la majuscule U en exposant ‹ ᵁ ›.

## Utilisation
Certains auteurs utilisent la petite capitale u en exposant dans leur transcription phonétique de diphtongues, par exemple [hæᶸs] pour une prononciation de l’anglais house, transcrit [hæʊs] avec l’alphabet phonétique international.

## Représentations informatiques
La lettre modificative petite capitale u peut être représenté avec les caractères Unicode suivants (Latin étendu – extensions phonétiques – supplément) :
| formes       | représentations | chaînes de caractères | points de code | descriptions                          | note                            |
| ------------ | --------------- | --------------------- | -------------- | ------------------------------------- | ------------------------------- |
| modificative | ᶸ               | ᶸ                     | U+1DB8         | lettre modificative petite capitale u | codé pour le symbole phonétique |

## Sources
- (en) Peter Constable, Revised Proposal to Encode Additional Phonetic Modifier Letters in the UCS, 1er février 2004 (lire en ligne)
- (en) Thomas Gay, « Effect of speaking rate on diphthong formant movements », The Journal of the Acoustical Society of America, vol. 44, no 6,‎ 1968, p. 1570-1573 (DOI 10.1121/1.1911298 )
- (en) Kenneth L. Pike Pike, « On the Phonemic Status of English Diphthongs », Language, vol. 23, no 2,‎ avril-juin 1947, p. 151-159 (DOI 10.2307/410386, JSTOR 410386)